# Cesón Fabio Ambusto
Cesón Fabio Ambusto (en latín, Kaeso Fabius M. f. Ambustus) fue hijo del pontífice máximo Marco Fabio Ambusto y hermano de Numerio Fabio Ambusto y de Quinto Fabio Ambusto. 

## Carrera política
Fue cuestor en 409 a. C., con tres plebeyos como colegas, primeros cuestores salidos de la plebe en la historia romana.
Fue tribuno consular por primera vez en el año 404 a. C., de nuevo en 401 a. C., una tercera vez en 395 a. C., y una cuarta vez en 390 a. C.